# کونوهه ماسازانه
کونوهه ماسازانه (به ژاپنی: 九戸政実 くのへ まさざね) (تولد ۱۵۳۶- مرگ ۶ نوامبر ۱۵۹۱) در دوره سنگوکو و دوره آزوچی-مومویاما یک سامورایی و ملازم خاندان نانبو و صاحب قلعه کونوهه بود.